# Juliana Huxtable
Juliana Huxtable (29 de diciembre de 1987) es una artista estadounidense, escritora, intérprete, DJ, y cofundadora del proyecto Shock Value, basado en Nueva York. Huxtable ha exhibido y actuado en varios locales, entre los que se incluyen Reena Spaulings Fine Art, Project Native Informant, Artists Space, el New Museum, el Museo de Arte Moderno de Nueva York, Portland Institute of Contemporary Arts, y Institute of Contemporary Arts. La práctica multidisciplinar de Huxtable abarca diversos temas y ámbitos, como internet, el cuerpo, la historia y el texto, a menudo a través de un proceso que llama "condicionamiento." Huxtable es autora  de dos libros publicado y miembro del colectivo establecido en Nueva York, House of Ladosha. Actualmente vive y trabaja en la Ciudad de Nueva York.

## Educación y vida tempranas
Huxtable nació en Houston, Texas y creció en Bryan-College Station, Texas. Ha descrito su ciudad natal como una típica "ciudad conservadora del cinturón de la Biblia en Texas." La madre de Huxtable, Kassandra, educó a Huxtable y su dos hermanxs sola, después de que divorciarse.
Huxtable nació intersex y empezó su transición después de la universidad. Apunta que las luchas sobre la conformidad de género y la identidad sexual empezaron antes en su vida.
Huxtable se mudó a Nueva York para estudiar en Bard College y se graduó en 2010. Huxtable ha mencionado su deseo de dedicarse a la pintura mientras crecía, y se matriculó en varias clases de pintura durante sus estudios universitarios. Abandonó el medio después de que sus profesores criticaran su "obsesión con "la técnica formal y la identidad". En una entrevista con la artista Lorraine O'Grady, Huxtable menciona haber estudiado literatura y estudios de género.

## Emergiendo en Nueva York
Después de sus estudios universitarios, Huxtable se mudó a Nueva York para trabajar como asistente legal para el ACLU Programa de Justicia Racial. Mientras estuvo en ACLU, Huxtable amasó un significativo número de seguidores en Tumblr, publicando largos poemas de flujo de conciencia y autorretratos que experimentaban con moda y con el imaginario Nuwaubian.
Después de dejar su posición en el ACLU, Huxtable empezó a ejercer como DJ.
En 2013, Huxtable participó en el evento de House of Ladosha Whole House Eats en Superchief Gallery. En su actividad como DJ, Huxtable regularmente integraba su poesía a en sus remezclas. La poesía de Huxtable fue parte de la canción "Naranjas de Sangre" en el mixtape "Tree House" de Le1f, así como en la banda sonora del desfile de la colección otoño/invierno Hood by Air "10,000 Screaming Faggots" de Total Freedom.

## Trabajo

### New Museum Triennial
A principios de 2015, Huxtable fue seleccionada para la Triennial del New Museum de 2015, titulada Surround Audience, comisariada por Lauren Cornell y el artista Ryan Trecartin. Huxtable incluyó dos obras de texto y dos autorretratos, ambos impresiones inkjet de la serie Universal Crop Tops For All The Self-Canonized Saints of Becoming. El también artista de la Triennal Frank Benson presentó una escultura que representaba a Huxtable a tamaño real en colores iridiscentes. El escritor Mark Guiducci nombró a Huxtable como la "Estrella del Museo Nuevo Triennial".

### Libros
Huxtable es autora de dos libros y ha contribuido a numerosos publicaciones.
Su primer libro, Moco en mi glándula pineal, fue publicado en 2017 por Capricious. El libro es una colección de poemas anteriormente realizados, como SIN TÍTULO  (PARA STEWART) y HAY HECHOS SEGUROS QUE NO PUEDEN SER DISCUTIDOS, así como un número de poemas nuevos. El libro está escrito en su típico estilo tipográfico de mayúsculas y fuente azul.
El segundo libro de Huxtable, Vida, fue coescrito con la artista Hannah Black. La novela es un trabajo de ciencia ficción y está escrito en inglés y alemán. Se publicó en 2017 por König.

## Temas
Estilo
La práctica de Huxtable es interdisciplinar por naturaleza y explora una amplia variedad de temas. Sus trabajos más tempranos exploran cuestiones sobre la identidad, el cuerpo, y tel exto, con influencias de Afrofuturismo y ciencia ficción. Los trabajos más recientes de Huxtable exploran cuestiones sobre lenguaje, teorías de conspiración, moda (trajes Barrocos, excedentes militares, estética punk, etc.), y varias contraculturas. La práctica visual de Huxtable incluye "examinar y remezclar imaginarios recurrentes que, según ella, retienen poder simbólico.'"
Steven Zultanski escribe sobre Moco en mi glándula pineal: "...No idealiza la ausencia de género, se mueve entre géneros, desvinculando los momentos de experiencia personal y pensamiento especulativo de las convenciones literarias para situarlas en el mundo exterior del texto, mientras reflexiona y disfruta aquellas convenciones." Huxtable a menudo "hace referencia a su uso de espacios digitales, incluyendo Tumblr," chats, redes sociales, subculturas sexuales en línea, Encarta, y Afripedia así como niñez, moda, cultura de consumo, y la Diáspora africana.
Influencias
Las influencias de Huxtable incluyen escritores como Octavia Butler y Samuel R. Delany, teóricxs como Luce Irigaray y José Esteban Muñoz, o la estética visual de Hype Williams, las bandas TLC y Blaque, y la cantante Aaliyah. La cultura Nuwaubian a menudo ha sido una fuente importante de inspiración para también. El libro de Huxtable Mucus en mi glándula pineal está dedicado a "Herculine, Borges, LaDosha, y Pickaninny Punks."

## Exposiciones y performances
Exposiciones individuales
- Juliana Huxtable, Project Native Informant, Londres, Reino Unido, 2017[21]
- A Split During Laughter at the Rally, Reena Spaulings Fine Art, Nueva York, NY, 2017[22]

Exposiciones colectivas
- Dirge, JTT, Nueva York, NY (EE. UU.) 2017[23]
- Time-Based Art Festival 2016, Portland Institute for Contemporary Art, Portland, OR (EE. UU.), 2016[24]
- Seduction of A Cyborg, Human Resources, Los Ángeles, CA, 2016[25]
- DISSENT: what they fear is the light, comisariado por Shoghig Halajian y Thomas Lawson, Los Ángeles, CA, 2016[26]
- Bring Your Own Body, 41 Cooper Gallery, Nueva York, NY, 2015[27]
- 2015 Triennial: Surround Audience, New Museum, Nueva York, NY, 2015[28]